# 2. List do Tesaloniczan
Drugi List do Tesaloniczan [2 Tes]  – list najprawdopodobniej autorstwa apostoła Pawła, zaadresowany do gminy w Tesalonice, będący księgą Nowego Testamentu. List powstał prawdopodobnie około 51 roku po Chr., w niedługim czasie po wysłaniu przez Pawła do Tesaloniczan pierwszego listu. Powodem jego napisania były błędne poglądy Tesaloniczan na temat dnia Pańskiego i paruzji. List zachęca adresatów do wytrwania wśród prześladowań, dodając im otuchy nadzieją na sprawiedliwy sąd Boży. Paweł prosi Tesaloniczan, by nie dali się zwieść, jakoby już nadszedł dzień Pański, najpierw bowiem musi przyjść odstępstwo i objawić się syn zatracenia wśród znaków i fałszywych cudów. Apostoł sprzeciwia się wstrzymaniu się od pracy przez niektórych adresatów, zachęcając ich, by raczej pracując ze spokojem jedli własny chleb.
W XX wieku wychodząc od podobieństw pomiędzy 1. a 2. Listem do Tesaloniczan oraz wskazując na budzące wątpliwości różnice między nimi część badaczy zakwestionowała Pawłowe autorstwo Listu.

## Okoliczności powstania Listu
Powszechnie przyjmuje się, że celem listu jest sprostowanie błędnej interpretacji zapowiedzi apokaliptycznych zawartych w 1 Tes 4,13-5,11. Kluczowy jest tu werset 2 Tes 2,2, w którym autor listu sprzeciwia się poglądowi, wzbudzonemu przez osoby roszczące sobie pretensje do daru proroctwa i list rzekomo napisany przez Pawła, że dzień Pański już nadszedł. Powszechnie dzień Pański interpretowano na trzy sposoby:
- wydarzenia całkowicie zmieniające strukturę wszechświata; pogląd ten jest krytykowany, gdyż nie wydarzyło się nic, co mogłoby zostać przez odbiorców Listu tak zinterpretowane;
- wydarzenie pozostające w sferze duchowej – interpretacja zgodna z gnostyckim duchowym rozumieniem paruzji;
- wydarzenie, do którego jeszcze nie doszło, ale nastąpi niebawem – obecnie ta interpretacja jest odrzucana jako gramatycznie nieprawdopodobna[1].

M.G. Barclay, opowiadający się za autentycznością listu, uważa, że Tesaloniczanie rozumieli dzień Pański jako wydarzenie odrębne od paruzji, karę Bożą wobec niewierzących, i zinterpretowali jakieś tragiczne wydarzenie jako nadejście dnia Pańskiego. M.J.J. Menken, opowiadający się za pseudonimowością listu, wiąże wypowiedź autora z pojawieniem się osób twierdzących, że są Chrystusem.
Inną kwestią, do której odnosi się autor, jest wstrzymanie się przez niektórych adresatów od pracy. Według najbardziej popularnej interpretacji, przyczyną tego był apokaliptyczny entuzjazm, prowadzący do zaniechania codziennych czynności. Świadczyć mogą o tym napomnienie autora do spokoju (2 Tes 3,12). Tego typu zachowania obserwowane były również wśród współczesnych grup oczekujących rychłego końca czasów. Według R. Russella i R. Jewetta chodzi tu o zwyczajne nadużycia systemu wzajemnej pomocy materialnej, niemające nic wspólnego z oczekiwaniami apokaliptycznymi. Z poglądem tym polemizuje Kazimierz Romaniuk.

## Autor, czas i miejsce powstania

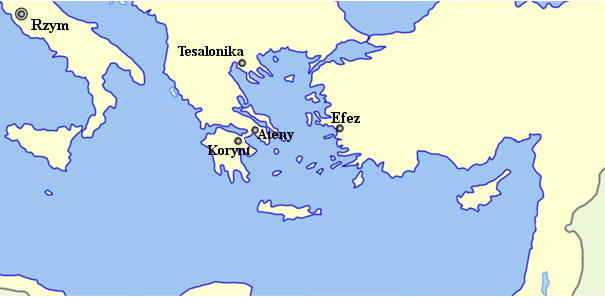
Miejscowości związane z 2. Listem do Tesaloniczan

Większość badaczy przyjmuje, że autorem Listu jest święty Paweł, a samo pismo powstało niedługo po 1 Liście do Tesaloniczan, w kilka tygodni, a najdalej w kilka miesięcy później, w Koryncie. Za tak ścisłym związkiem czasowym pomiędzy obydwoma listami, oprócz treści, przemawia fakt, że współautorem obydwu był  Sylwan, który, jak się wydaje, towarzyszył Pawłowi tylko w trakcie drugiej podróży misyjnej (Dz 15, 40 – 18, 5). W zależności od sposobu datowania 1 Tes, 2 List do Tesaloniczan jest datowany na 51 lub 52 rok. Nieliczni autorzy proponują nawet rok 50.
W związku z wątpliwościami co do okoliczności powstania Listu, pojawiły się również propozycje przeniesienia daty powstania Listu na okres  trzeciej podróży misyjnej, na koniec pobytu świętego Pawła w Efezie, a nawet przypisania autorstwa uczniowi Pawła, który miałby napisać List na zlecenie Apostoła.
Część badaczy przyjęła stanowisko jeszcze dalej idące odmawiając w ogóle autorstwa Apostołowi Pawłowi. Przyjmują oni, że List powstał po śmierci Pawła, najpóźniej pod koniec I wieku. Terminem granicznym jest rok 110, ze względu na wzmianki o 2 Tes, które podają Polikarp ze Smyrny (zm. 155) i prawdopodobnie Ignacy Antiocheński (zm. 110). Szerokie ramy czasowe dla powstania Listu (lata ok. 62-110), które narzuca to stanowisko, powodują, że jego przedstawiciele nie potrafią uzgodnić, gdzie i do kogo faktycznie List mógł zostać napisany.

## Układ Księgi
| 1, 1 – 2   | Adres            | Pozdrowienie.                                                                                              |
| 1, 3 – 12  | Dziękczynienie   | Dziękczynienie za chrześcijańskie życie (1, 3 – 4). Pouczenie o sądzie (1, 5 – 10). Modlitwa (1, 11 – 12). |
| 2, 1 – 17  | Przyjście Pana   | Przeciwnik Boga, uwodzenie i sąd (2, 1 – 12). Dziękczynienie za wybór i zachęta do wytrwania (2, 13 – 17). |
| 3, 1 – 15  | Pouczenia        | Prośba o modlitwę (3, 1 – 5). Pouczenia dotyczące nieposłusznych (3, 5 – 15).                              |
| 3, 16 – 18 | Błogosławieństwo | Błogosławieństwo końcowe i pożegnanie                                                                      |

## Treść

### Pozdrowienie

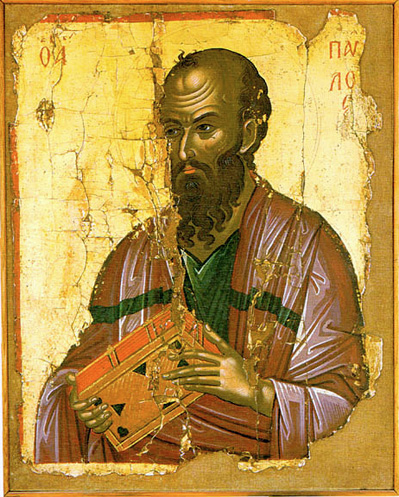
Święty Paweł. Ikona z klasztoru Stawronikita na górze Athos

Paweł, Sylwan i Tymoteusz pozdrawiają Tesaloniczan.

### Dziękczynienie
Paweł dziękuje Bogu za wiarę i miłość Tesaloniczan, którą chlubi się w innych Kościołach, a szczególnie za cierpliwość swych adresatów pośród prześladowań. Prześladowania te są zapowiedzią sprawiedliwego sądu Boga, który odpłaci uciskiem uciskającym innych, a uciśnionym da odpoczynek. Gdy Pan Jezus zstąpi z nieba, ci którzy nie uznają Boga, poniosą karę wiecznej zagłady, z dala od oblicza Pańskiego. On zaś zostanie uwielbiony  w swoich świętych. Dlatego Paweł modli się za Tesaloniczan, aby Bóg uczynił ich godnymi swego wezwania.

### Przyjście Pana
W sprawie ponownego przyjścia Pana Jezusa Apostoł prosi Tesaloniczan, aby się nie dali zwieść mowie bądź pismu, jakoby już nastawał dzień Pański. Najpierw bowiem musi przyjść odstępstwo i objawić się syn zatracenia, który sprzeciwia się Bogu i zasiądzie w świątyni Boga, dowodząc że sam jest Bogiem. Do czasu jest on powstrzymywany, ale gdy ustąpi to co go powstrzymuje, ukaże się ów Niegodziwiec, i zostanie zgładzony tchnieniem ust Pana Jezusa i objawieniem Jego przyjścia. Pojawieniu się syna zatracenia towarzyszyć będzie działanie szatana: znaki, fałszywe cuda i zwodzenie tych, którzy nie uwierzyli miłości prawdy.
Dlatego Paweł dziękuje Bogu, że wybrał Tesaloniczan do zbawienia, aby dostąpili chwały Pana Jezusa Chrystusa. Zachęca przeto swych adresatów, aby niewzruszenie trzymali się tradycji, którą od niego otrzymali, a Bóg pocieszy ich serca i utwierdzi w dobrym.

### Pouczenia
Z kolei Paweł prosi o modlitwę za apostołów, o szerzenie się Ewangelii i wybawienie od ludzi przewrotnych. Wyraża ufność co do dalszego postępowania Tesaloniczan. Nakazuje im, aby stronili od tych, którzy go nie naśladują. Gdy bowiem przebywał w Tesalonice, choć miał prawo jeść chleb za darmo, pracował dniem i nocą, aby dla nikogo nie być ciężarem. I tak nakazywał: żeby kto nie pracuje, również nie jadł. Teraz zaś słyszy, że są wśród Tesaloniczan tacy, którzy, wbrew porządkowi, wcale nie pracują, lecz zajmują się sprawami niepotrzebnymi. Tych napomina, aby pracując ze spokojem własny chleb jedli. A kto by nie chciał posłuchać, tego każe wyłączyć ze społeczności, aby się zawstydził.

### Błogosławieństwo
Na koniec błogosławi Tesaloniczanom i pozdrawia ich, własną ręką składając podpis pod listem.

## Teologia Listu

### Życie chrześcijańskie
List przynosi obszerne rozważanie Apostoła na temat pracy. We wspólnocie Tesaloniczan są tacy którzy nie pracują (ergazesthai), lecz zajmują się sprawami niepotrzebnymi (periergadzesthai) (2 Tes 3, 11). Paweł przywołuje własny przykład – przebywając wśród Tesaloniczan ciężko pracował, aby dla nikogo nie być ciężarem, choć miał prawo, by być utrzymywanym przez wspólnotę (2 Tes 3, 8-9). Kierując się troską o sprawiedliwość i o braci, Apostoł nakazuje: kto nie chce pracować niech też nie je (2 Tes 3, 10). Leniwym odmawia wsparcia wspólnoty. Nie występuje przeciw tym którzy jedzą nie pracując, lecz którzy zajmując się sprawami niepotrzebnymi jedzą cudzy chleb. Poleca oddzielić takich od wspólnoty, aby ich uleczyć (2 Tes 3, 14). Zaleca im aby pracując w spokoju własny chleb jedli (2 Tes 3, 12).

### Eschatologia

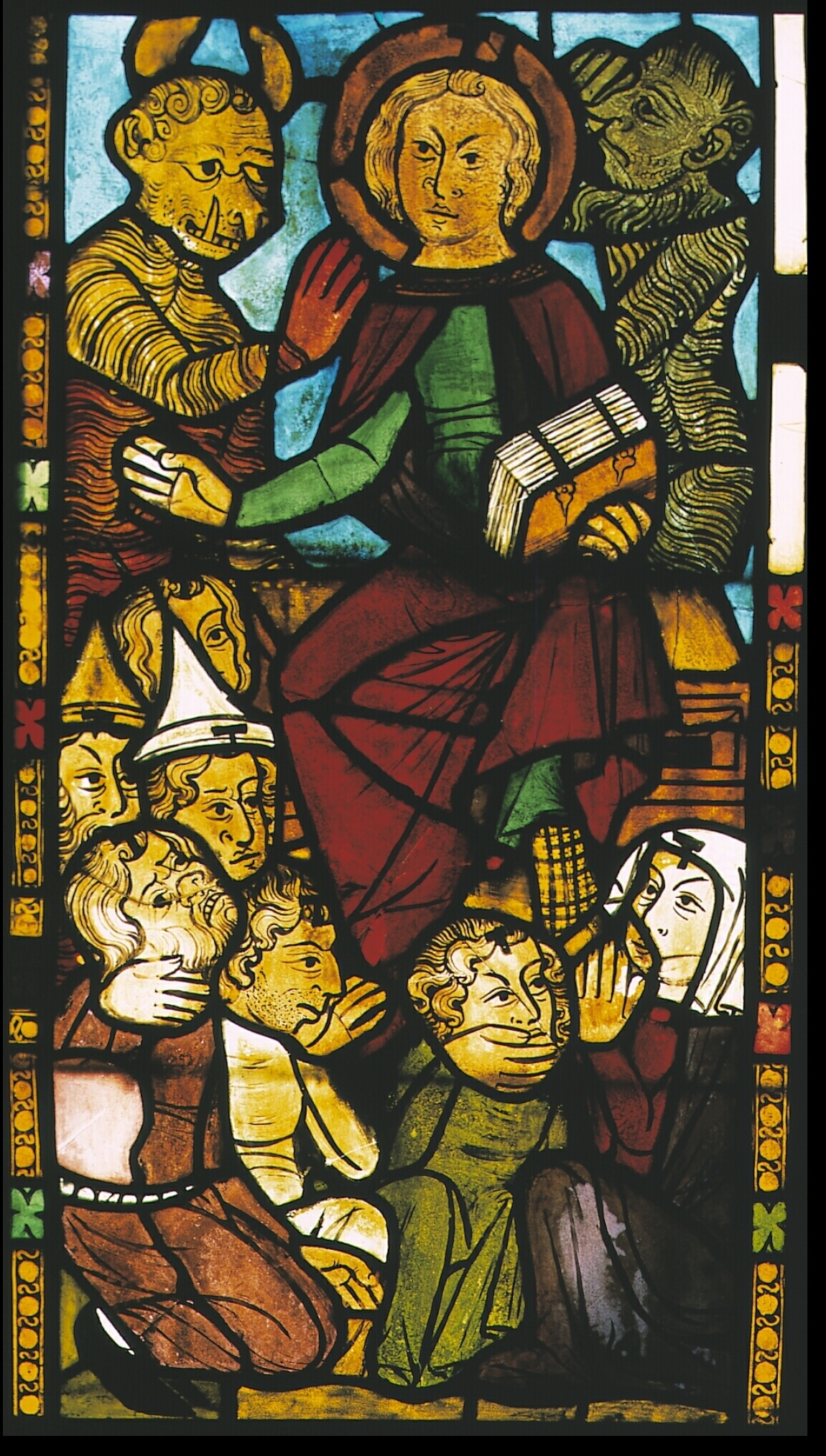
Antychryst i jego wyznawcy. Witraż z kościoła St. Marien we Frankfurcie nad Odrą

List sporo miejsca poświęca rozważaniom na temat Dnia Pańskiego. Przyjście Pana poprzedzi odstępstwo (apostasia; oddalenie się: apo, od tego co pewne: istēmi) i pojawienie się niegodziwca, syna zatracenia (2 Tes 2, 3). Niegodziwiec (ho anthrōs tēs anomia – człowiek niegodziwości) sprzeciwia się woli Bożej, lekceważy prawo Boże. Paweł nazywa go także synem zatracenia (ho hios tēs apōleias – syn zagłady, śmierci rozumianej jako stan przeciwny życiu), a także szatanem (2 Tes 2, 9). Niegodziwiec:
- będzie sprzeciwiał się i wynosił ponad wszystko, co nazywa się Bogiem,
- dowodził, że sam jest Bogiem
- i bezprawnie zasiądzie w świątyni Boga (2 Tes 2, 4).

Zdaniem Philippa P. Eslera opis postaci niegodziwca nawiązuje do postaci Antiocha IV Epifanesa (por. 1 Mch 1,16-64, Dn 11,36-37), Pompejusza, który wszedł do Świątyni Jerozolimskiej (por. Psalmy Salomona 17,11-15) i Kaliguli, który chciał umieścić swój pomnik w Świątyni (Józef Flawiusz, Wojna żydowska, 2,184-185).
Tajemnica nieprawości działa już obecnie jest jednak powstrzymywana i nie może w pełni się objawić (2 Tes 2, 7) Paweł pisze to katechon (to zatrzymujące) i ho katechon (który zatrzymuje), co wskazuje, że tożsamość tej siły jest Tesaloniczanom znana. Gdy przeszkoda ustanie zjawi się na świecie niegodziwiec. Towarzyszyć mu będą zjawiska mocy: znaki i cuda. Jego pojawienie będzie jednocześnie ujawnieniem procesu zwodzenia. Jego fałszywe cuda zwiodą ludzi, by uwierzyli niegodziwości jak Bogu (2 Tes 2, 9-10). Jego działalność zakończy się jednak klęską. Jezus zgładzi go tchnieniem swych ust i ukarze. Nie podejmie z nim walki lecz unicestwi samym swym przyjściem jego i tych, którzy pozwolą mu się zwieść (2 Tes 2, 8. 12).
Kiedy Jezus objawi się z aniołami swej potęgi dokona sądu (2 Tes 1, 7). Centralny akt sądu będzie polegał na wymierzeniu kary. Edikēsis – pomsta, odpłata spotka tych, którzy nie uznają Boga i nie są posłuszni Ewangelii – nie przyjmują go i stawiają mu opór. Potępieni znajdą się w płomienistym ogniu. Kara jaka ich spotka będzie ostateczna i będzie polegać na wiecznym oddaleniu od oblicza Boga (2 Tes 1, 8-9) Na tych, którzy odrzucili miłość prawdy, Bóg zsyła omamienie przez fałsz. Źródłem odrzucenia jest upodobanie w złem (2 Tes 1, 8-9). Wierzący na widok przychodzącego Pana zapomną o swych cierpieniach. Nagrodą będzie dla nich możliwość oglądania oblicza Chrystusa i Jego potężnej chwały (2 Tes 1, 9-10).

## Kwestie dyskutowane

### Autentyczność
Starożytność chrześcijańska nie miała wątpliwości co do Pawłowego autorstwa Listu. Cytował go Ignacy Antiocheński, Pasterz Hermasa, Polikarp, znalazł się w Kanonie Muratoriego. Za dzieło Pawłowe uważał go Klemens Aleksandryjski i Ireneusz (zm. 202). Autentyczność Listu nie była też kwestionowana później, aż do XIX wieku.
Zwolennicy tezy o Pawłowym autorstwie Listu podają następujące argumenty za autentycznością Księgi:
1. W adresie Listu widnieje imię Pawła jako autora i począwszy od I połowy II wieku List był powszechnie uważany za dzieło Pawła[24].
2. Jako współpracownicy Pawła w adresie zostali wymienieni Sylwan i Tymoteusz, co zgadza się z wiedzą o działalności Apostoła[24].
3. Za Pawłowym autorstwem przemawia również jego podpis po Listem. Praktyka ta jest znana z innych listów Apostoła, w których ze względu na szczególne okoliczności ich wysłania Paweł chciał uwiarygodnić swoje przesłanie[24].
4. Wydaje się mało prawdopodobne, by słowa mówiące o tym, że niegodziwiec zasiądzie w świątyni Boga (2 Tes 2, 4), zakładające istnienie świątyni jerozolimskiej, mogły powstać po jej zburzeniu (70 rok po Chr.)[24].
5. Listy pseudoepigraficzne rzadko powstawały za życia lub krótko po śmierci człowieka, któremu je fałszywie przypisywano[25]
6. Nie widać powodu dla którego miano by dokonywać takiego fałszerstwa, o wiele prościej jest więc przyjąć, że List napisał Paweł[26].

#### Zarzuty przeciw Pawłowemu autorstwu
W XIX wieku F.C. Baur, a za nim szkoła tybińska, uznali za Pawłowe jedynie te listy, w których występują wyraźne wypowiedzi na temat wolności od prawa żydowskiego, a więc Rz, 1 i 2 Kor i Ga, wszystkie pozostałe w tym i 2 Tes uznając za pisma późniejsze napisane w II wieku. Pogląd ten nie wytrzymał próby czasu. Nowe argumenty przeciw autentyczności 2 Tes podniósł  w 1903 roku W. Wrede, a najbardziej wszechstronnie opracował je w 1990 W. Trilling. Punktem wyjścia nowej krytyki jest konstatacja, że list pisany – jak powszechnie sądzono – zaledwie po kilku miesiącach, na ten sam temat i przy użyciu wielu prawie jednobrzmiących wydarzeń czyni to przy użyciu słownictwa, stylu i teologii radykalnie niejednokrotnie odbiegających od 1 Tes.
W. Wrede podniósł w swojej pracy przede wszystkim argumenty z podobieństwa:
1. Istnieje bardzo wyraźne podobieństwo strukturalne pomiędzy obydwoma listami: w rozpoczynającym List dziękczynieniu, w modlitwach o wytrwanie, w zakończeniu, w częściach zawierających napomnienia[29].
2. Niektóre fragmenty 2 Tes w zakresie słownictwa, teologii i stylu tak bardzo przypominają fragmenty 1 Tes (np. 2 Tes 3, 8a i 1 Tes 2, 9)[i], że nasuwa się przypuszczenie, że zostały skopiowane. Zbieżność terminologiczna i stylistyczna, nigdzie więcej nie spotykana, jest zbyt daleko posunięta, by można było przyjąć, że Paweł przypominał sobie słowa i zwroty, którymi posłużył się wcześniej. Dlatego najlepszym wytłumaczeniem jest przyjęcie, że późniejszy autor posłużył się wcześniejszym wzorem[30].

Rozwijając stanowisko Wredego, W. Trilling wskazał z kolei na różnice pomiędzy listami:
1. Obydwa listy jednocześnie znacząco różnią się słownictwem i stylem. Pierwszy posiada prostą typowo Pawłową strukturę gramatyczną, wyrażenia i zwroty tworzą głównie zdania współrzędne, list obfituje w antytezy (nie … ale; 1 Tes 2, 3-4. 6-7. 13. 17), zdradza szczególne zamiłowanie do triad (1 Tes 1, 3. 5; 2, 3. 10; 4, 16; 5, 14). 2 Tes, podobnie jak deutero-Pawłowe Listy do Kolosan i Efezjan, przejawia złożoną strukturę zdań podrzędnych wtrąconych (zwł. 2 Tes 1, 3-12), zamiast paralel antytetycznych, paralele synonimiczne charakterystyczne dla piśmiennictwa żydowskiego (2 Tes 1, 6-12; 2, 8-9. 13-17; 3, 1-5, antytezy tylko: 2, 12 i 3, 5)[30].
2. Listy utrzymane są w różnym tonie: 1 Tes tchnie ciepłem i osobistym zaangażowaniem (1 Tes 1, 8; 3, 8-10), jest pełen konkretnych wspomnień z pobytu Pawła w Tesalonice, kilkakrotnie wspomina o zamiarze ponownego odwiedzenia adresatów. Drugi list ma charakter bezosobowy i pouczający i z wyjątkiem 2 Tes 2, 5 jest pozbawiony wzmianek o pobycie Pawła w Tesalonice[30].
3. Obydwa listy nie zgadzają się ze sobą, gdy idzie o myśl eschatologiczną. Pierwszy kieruje spojrzenie w przyszłość, ku paruzji, która przyjdzie nagle w sposób niemożliwy do przewidzenia (1 Tes 5, 1-3)[ii]. Drugi kreśli pewnego rodzaju apokaliptyczny scenariusz (2 Tes 2, 1-8)[iii], dzięki któremu można rozpoznać czas paruzji po towarzyszących jej wydarzeniach[30].
4. Często powtarzające się w 2 Tes wezwanie do zachowywania tradycji (2 Tes 2, 15; 3, 6); systematyczne posługiwanie się słowem „Pan”, tam gdzie w 1 Tes pojawia się „Bóg” (2 Tes 2, 13 – 1 Tes 1, 4; 2 Tes 3, 3 – 1 Tes 5, 24) również sugeruje, że List pochodzi z czasów późniejszych – kiedy obecność apostolska została zastąpiona przez późniejszą tradycję[30].
5. Podkreślanie apostolskiego autorytetu widoczne w 2 Tes nie jest typowe dla Pawła. Wątpliwości budzi również szczególne podkreślenie przez Apostoła autentyczności jego podpisu, nigdzie poza tym nie spotykane[31].

#### Odpowiedź na zarzuty

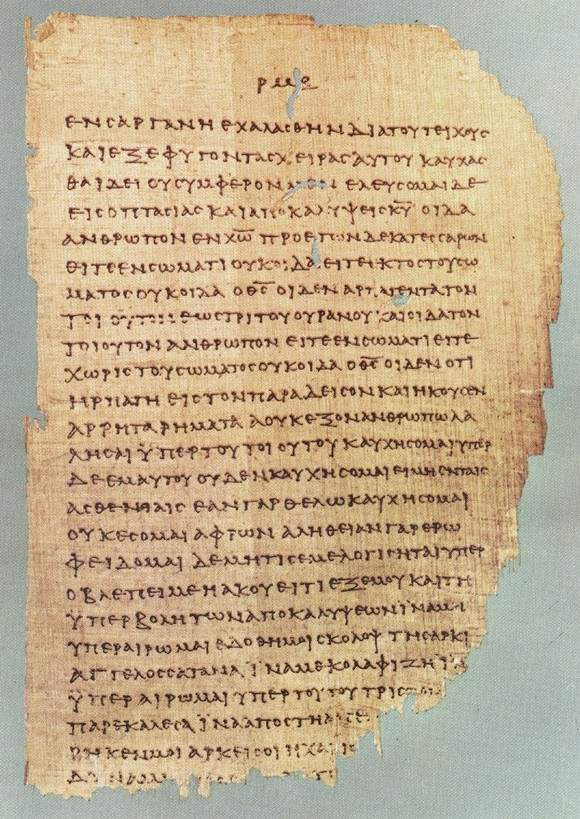
strona papirusu P^{46}, najstarszego (z ok. 200 r.) rękopisu zawierającego tekst 2. Listu do Tesaloniczan

Zarzuty te, zwłaszcza argumenty Trillinga spowodowały, że część uczonych uznała 2 List do Tesaloniczan za nieautentyczny. Część zachowuje sceptycyzm, uznając sprawę za nierozstrzygniętą lub zalecając wstrzemięźliwość. Większość uczonych nadal jednak przyjmuje, że to Paweł jest autorem Listu i odpiera zarzuty.
1. Wskazują oni, że w istocie nie można znaleźć zbyt wielu przykładów kopiowania zdań z pierwszego listu w drugim. Faktycznie istnieją tylko dwa takie miejsca: 1 Tes 2, 9 i 2 Tes 3, 8 oraz 1 Tes 3, 4 i 2 Tes 3, 10[32].
2. Uważają również, że nie należy zbytnio podkreślać podobieństwa słownictwa obydwu listów. Gdy jakiś autor omawia identyczne tematy, w sposób nieunikniony korzysta z tych samych słów. Również podobieństwa stylu nie są tak oczywiste jak twierdzą autorzy zarzutów i dadzą się całkiem dobrze wytłumaczyć prawie identycznymi okolicznościami napisania listów, niewielkim odstępem czasowym i koniecznością powrotu do tych samych zagadnień[33].
3. Podobnie sceptycznie odnoszą się do wyolbrzymianych ich zdaniem różnic pomiędzy obydwoma listami. 2 List do Tesaloniczan posiada liczne cechy charakterystyczne dla stylu Pawła. 90% słownictwa z obydwu listów do Tesaloniczan występuje również w tzw. listach wielkich i listach więziennych. W oparciu o analizę stylu Drugi List do Tesaloniczan lepiej mieści się w corpus Paulinum niż Pierwszy. Wreszcie podobne różnice jak pomiędzy 1 Tes a 2 Tes występują także pomiędzy innymi autentycznymi pismami Pawła, np. pomiędzy 1 i 2 Listem do Koryntian. Dlatego wydaje się bezcelowe kładzenie zbyt dużego nacisku zarówno na podobieństwa jak i na różnice między obydwoma listami[34].
4. 2 Tes nie jest niewątpliwie tak wylewny jak 1 Tes. Trudno jednak nie dostrzegać przejawów serdeczności i ciepła znajdujących się w tekście: w dwóch początkowych wersetach, we fragmentach 2 Tes 3, 7-10; 1, 7; 1, 10; 2, 14[iv], w ciągłym zwracaniu się do adresatów słowem: bracia. Jednocześnie nie dziwi fakt, że w sytuacji, gdy Tesaloniczanie nadal trwają w swych błędach stanowiących zagrożenie dla młodego Kościoła, stosunek Apostoła do nich stał się bardziej powściągliwy[35].
5. Sprzeczność pomiędzy eschatologią 1 i 2 Listu do Tesaloniczan jest tylko pozorna. W 1 Liście Paweł podkreśla konieczność czuwania, ponieważ dzień Pański przyjdzie niespodziewanie. Jednak z faktu, że w 2 Tes Apostoł pisze o znakach poprzedzających przyjście Pana, nie wynika bynajmniej, że czas nadejścia paruzji jest znany. Oba ujęcia nie wykluczają się, poruszają tylko różne aspekty zagadnienia. Paweł rozwija tu zresztą nauczanie samego Jezusa, który głosił, że nikt nie wie, kiedy nadejdzie dzień Pański i wzywał do czujności (Mt 24, 36-42)[v], choć jednocześnie mówił o znakach, które poprzedzą paruzję (Mt 24, 6-14)[vi][36].
6. Podobnie jest z innymi tematami teologicznymi. Nieprawdą jest, że koncepcja tradycji pojawia się tylko w 2 Tes, występuje bowiem także w 1 Kor 11, 2[vii], a także w 1 Tes 2, 13 i 4, 1-2[viii]. Tytułu Pan używa Paweł również w 1 Tes 1, 3 i 2, 15[37].
7. Paweł tak mocno podkreśla swój autorytet apostolski i zwraca taką uwagę na autentyczność podpisu, ponieważ w Tesalonice pojawił się list rzekomo od niego pochodzący – zwracając uwagę na swój podpis Paweł chce zdemaskować oszustwo[38].

### Jedność
W 1965 roku W. Schmitals włączając się w dyskusję na temat jedności 1 Listu do Tesaloniczan wysunął hipotezę, że Paweł napisał do Tesaloniczan nie dwa, a cztery listy. Według jego teorii 2 List do Tesaloniczan stanowi kompilację dwóch pierwotnie odrębnych listów:
- na pierwszy z nich (List A) składały się fragmenty obecnego 2 Tes 1, 1-12 oraz 3, 6-16;
- na drugi (List C): 2 Tes 2, 13-14, następnie 2, 1-12 i 2, 15–3, 5 oraz 3, 17-18.

Przyjmuje on bowiem, że wersety 2 Tes 2, 13-14 stanowią drugie dziękczynienie, a 2 Tes 2, 15–3, 3 drugie zakończenie. Pogląd Schmitalsa nie znalazł wielu zwolenników.

### Kolejność
W swojej pracy Schmitals przyjął ponadto, że odmienna od tradycyjnie zakładanej jest również kolejność Pawłowych listów do Tesaloniczan:
- Za pierwszy list Apostoła do Tesaloniczan uznaje on fragmenty 2 Listu do Tesaloniczan oznaczone jako List A
- Kolejnym listem, oznaczonym jako List B, były według niego obecne fragmentu 1 Listu do Tesaloniczan (1 Tes 1, 1–2, 12 i 4, 3–5, 28).
- Po nim następował List C
- a zamykał korespondencję List D obecny 1 Tes 2, 13–4, 2[39].

Schmitals przyjął, że skoro Paweł kładzie tak wielki nacisk na swój podpis na końcu 2 Listu do Tesaloniczan, to należy to potraktować jako zaprezentowanie się Apostoła adresatom i uznać ten list za wcześniejszy.
Przeciw pierwszeństwu 2 Listu do Tesaloniczan wysuwa się następujące argumenty:
- Podpis pod listem nie wypływa jak się wydaje z surowego przestrzegania przez Pawła zasad starożytnej korespondencji, lecz z konieczności zaradzenia konkretnej sytuacji. Apostoł nie zamieszczałby prawdopodobnie swego podpisu, gdyby w Tesalonice nie pojawił się sfałszowany list.
- Trudno również zrozumieć dlaczego dopiero w drugim liście Paweł powiadamiałby Tesaloniczan o swoich dalszych losach, jak to czyni w 1 Tes 2, 17–3, 10.
- Wreszcie gdyby 2 List do Tesaloniczan był listem wcześniejszym Paweł mógłby oświadczyć swoim adresatom, że nie wysyłał do nich żadnego listu (2 Tes 2, 2), a tego nie robi[40].

## Znaczenie

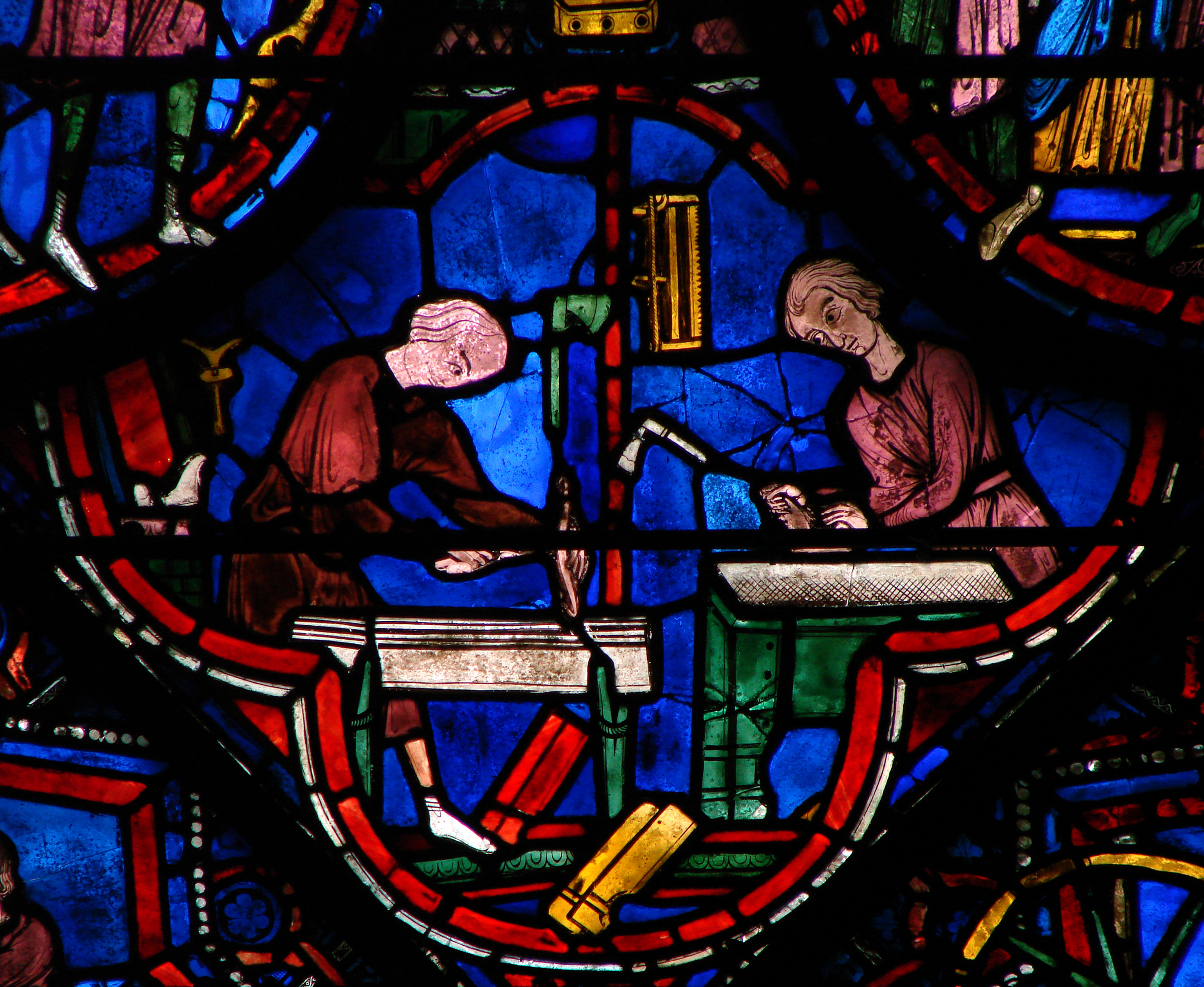
Praca w warsztacie stolarskim. Witraż z katedry w Chartres.

2 List do Tesaloniczan przyczynił się do rozwoju w chrześcijańskiej eschatologii tematu przyjścia antychrysta – określanego jako człowiek grzechu, syn zatracenia i niegodziwiec (2 Tes 2, 3. 8. 9). Jest on przedstawiany jako przeciwnik Boga w dniach ostatnich, wysłannik szatana, który wyrośnie ponad wszystko, dowodząc że jest Bogiem i wprowadzając w błąd. Odpowiada to szeroko rozpowszechnionemu w apokaliptyce żydowskiej przekonaniu, że konflikt między Bogiem a szatanem osiągnie punkt kulminacyjny w ostatnich dniach (2 Ba 36-40; 4 Ezd 5; TestMż 8). Postać Niegodziwca wykazuje związki z postaciami Antychrysta z listów Jana (1 J 2, 18. 22; 4, 3; 2 J 7), fałszywych Chrystusów z Ewangelii (Mt 24, 24 // Mk 13, 22), Bestii wychodzącej z morza w Apokalipsie Janowej (Ap 13, 1-10).
List przynosi też naukę Apostoła na temat pracy, koncentrującą się wokół złotej zasady dotyczącej pracy chrześcijańskiej: Kto nie chce pracować, niech też nie je (2 Tes 3, 10). Przeciwstawiając się normom znanym w kulturze greckiej, a charakteryzujących się pogardą dla pracy fizycznej, Paweł potwierdza religijną wartość pracy fizycznej. W oparciu o stanowisko Pawła autor Didache opracował zręby chrześcijańskiej nauki na temat pracy (12, 2-5). Zalecając pracę jako jedyne źródło utrzymania, Apostoł piętnuje wszystkie próby życia na koszt bliźniego, jako sprzeczne z miłością braterską, podważając tym samym ideowe podstawy społecznego  niewolnictwa.

## Odesłania do tekstu Pisma Świętego
1. ↑  2Tes 3,8 w przekładach Biblii. 1Tes 2,9 w przekładach Biblii. 1 Tes 2,9
2. ↑  1Tes 5,1-3 w przekładach Biblii.
3. ↑  2Tes 2,1-8 w przekładach Biblii.
4. ↑  2Tes 3,7-10 w przekładach Biblii. 2Tes 1,7 w przekładach Biblii. 2Tes 1,10 w przekładach Biblii. 2Tes 2,14 w przekładach Biblii.
5. ↑  Mt 24,36-42
6. ↑  Mt 24,6-14 w przekładach Biblii.
7. ↑  1Kor 11,2 w przekładach Biblii.
8. ↑  1Tes 2,13 w przekładach Biblii. 1Tes 4,1-2 w przekładach Biblii.
9. ↑  2Tes 3,10 w przekładach Biblii.